# 鏡地獄
『鏡地獄』（かがみじごく）は、江戸川乱歩の著した短編怪奇小説である。『大衆文芸』1926年10月号に掲載された。
本作品の重要なアイテムである「球体の鏡」は、科学雑誌『科学画報』の質疑応答欄から着想を得た。「球体の内面を全部鏡にし、その中に人が入ったらどのように写るでしょうか」という質問を読み、乱歩は「球体の鏡」に恐怖したという。
2005年、成宮寛貴主演でオムニバス形式の映画『乱歩地獄』として映画化され、映画の公開にあわせレスザンヒューマンからメガネ「鏡地獄」が販売された。また、作画・東元により漫画化されている。『江戸川乱歩怪奇短編集 赤い部屋』としてヤングジャンプコミックス・集英社より発行された。

## あらすじ
Kの友人、「彼」は幼少期から鏡、レンズ、ガラスに嗜好を持っていた。中学で物理学を学び、「彼」は病的なレンズ狂となる。
中学を卒業後、「彼」は庭に実験室を作り、籠もるようになる。
ある朝、Kは「彼」の使用人に呼ばれる。実験室に入ると、内部から笑い声の響いている大きな玉が転がっていた。「彼」は球形の鏡の中で発狂してしまったのだった。

## 収録
- 新潮文庫『江戸川乱歩傑作選』
- 角川書店『鏡地獄 江戸川乱歩怪奇幻想傑作選』
- 早川書房『世界SF全集』34巻 日本篇 I

## 参考
2007年10月11日放送のテレビ番組「驚きの嵐!世紀の実験 学者も予測不可能SP」第3回で、実際に巨大な「球体鏡」を作成し、その内部に櫻井翔が入り、球体鏡内部の様子をカメラで撮影する実験を行った。櫻井の目線のカメラには、彼自身の倒立映像が3Dのように浮き上がったり、また自身の顔と後頭部が同時に映るなど、奇妙な映像が記録された。ただし、もちろん櫻井は発狂しなかった。
https://www.youtube.com/watch?v=_EpWqVvN-38